# Luis Fernando Ramos Pérez
Luis Fernando Ramos Pérez (Santiago del Cile, 2 gennaio 1959) è un arcivescovo cattolico cileno, dal 27 dicembre 2019 arcivescovo metropolita di Puerto Montt.

## Biografia

### Formazione e ministero sacerdotale
Prima di entrare in seminario ha conseguito il titolo di ingegnere presso l'Universidad de Chile. Ha compiuto gli studi filosofici e teologici presso il seminario maggiore di Santiago del Cile ed è stato ordinato diacono il 12 agosto 1989 dal cardinale Juan Francisco Fresno Larraín e sacerdote il 5 maggio 1990 dall'arcivescovo Carlos Oviedo Cavada. Dal 1993 al 1999 ha studiato a Roma conseguendo il dottorato in teologia con specializzazione in Sacra Scrittura presso la Pontificia Università Gregoriana. Fino al 2007 ha prestato servizio come officiale della Congregazione per i vescovi, per poi essere nominato rettore del seminario maggiore di Santiago del Cile.

### Ministero episcopale
Il 1º febbraio 2014 papa Francesco lo ha nominato vescovo ausiliare di Santiago del Cile, assegnandogli la sede titolare Tetci.
Ha ricevuto l'ordinazione episcopale il 10 maggio successivo nella cattedrale di Santiago del Cile dalle mani del cardinale Ricardo Ezzati Andrello, arcivescovo metropolita di Santiago del Cile, co-consacranti l'arcivescovo emerito di Santiago del Cile, cardinale Francisco Javier Errázuriz Ossa e l'arcivescovo metropolita di Antofagasta Pablo Lizama Riquelme.
All'interno della Conferenza Episcopale del Cile ha ricoperto il ruolo di segretario generale per il mandato dall'11 novembre 2016 al 28 luglio 2021 ed è stato ricevuto in udienza papale con gli altri componenti il 14 gennaio 2019, in visita straordinaria per aggiornare papa Francesco sull'andamento della gestione dello scandalo degli abusi cileni.
Il 20 febbraio 2017 ha compiuto la visita ad limina.
Il 28 giugno 2018 è stato nominato amministratore apostolico sede vacante et ad nutum Sanctae Sedis della diocesi di Rancagua, diocesi vacante dopo l'accettazione delle dimissioni di Alejandro Goić Karmelić e teatro dei crimini della "Familia", famigerata organizzazione (che annoverava tra i suoi membri anche alcuni sacerdoti) coinvolta in traffici a sfondo sessuale tramite il web, con protagonisti anche minorenni.
Nell'ottobre 2019 ha partecipato all'Assemblea speciale per la Regione Panamazzonica, dal tema: "Amazzonia: nuovi cammini per la chieda e per un'ecologia integrata".
Il 27 dicembre 2019 papa Francesco lo ha promosso arcivescovo metropolita di Puerto Montt; è succeduto a Cristián Caro Cordero dimessosi per raggiunti limiti d'età. Ha preso possesso dell'arcidiocesi il 29 febbraio 2020.

## Genealogia episcopale
La genealogia episcopale è:
- Cardinale Scipione Rebiba
- Cardinale Giulio Antonio Santori
- Cardinale Girolamo Bernerio, O.P.
- Arcivescovo Galeazzo Sanvitale
- Cardinale Ludovico Ludovisi
- Cardinale Luigi Caetani
- Cardinale Ulderico Carpegna
- Cardinale Paluzzo Paluzzi Altieri degli Albertoni
- Papa Benedetto XIII
- Papa Benedetto XIV
- Papa Clemente XIII
- Cardinale Marcantonio Colonna
- Cardinale Giacinto Sigismondo Gerdil, B.
- Cardinale Giulio Maria della Somaglia
- Cardinale Carlo Odescalchi, S.I.
- Vescovo Eugène de Mazenod, O.M.I.
- Cardinale Joseph Hippolyte Guibert, O.M.I.
- Cardinale François-Marie-Benjamin Richard de la Vergne
- Cardinale Pietro Gasparri
- Cardinale Benedetto Aloisi Masella
- Arcivescovo Ettore Felici
- Arcivescovo Alfredo Silva Santiago
- Cardinale Carlos Oviedo Cavada, O. de M.
- Cardinale Ricardo Ezzati Andrello, S.D.B.
- Arcivescovo Luis Fernando Ramos Pérez